# 鳳山八社
鳳山八社，是台灣南部平埔族的分類之一，八社指屏東平原上的上澹水、下澹水、阿猴、塔樓、茄滕、放索、武洛、力力。
1603年與明將沈有容同行，前往台灣追擊海盜的陳第〈東番記〉有記載「小淡水」。
鳳山八社的各社社名，在十七世紀荷治時，1635年聖誕節搭加里揚之戰前後，次年2月各社向荷蘭大員當局求和，以及接受荷蘭統治各社長老參加的地方會議，1646年贌社拍賣的村落名，即各自出現在荷蘭文獻的記載中：1634年堯港附近岡山平原有搭加里揚社（荷蘭語：Taccariangh）；1635年聖誕節大員當局發動搭加里揚之戰，高雄平原的搭加里揚社與附近部落撤退遷逃到屏東平原，荷軍清空高雄平原；1636年2月4日，已遷逃到屏東平原、勢力最強大的搭加里揚社與附近部落大木連（荷蘭語：Tapolingh，即上淡水社）、麻里麻崙（荷蘭語：Vorrevorongh，即下淡水社）、搭樓等三分社投降認錯求和；1636年2月10日，未與荷蘭人衝突、在更南方海邊的放索社（荷蘭語：Pangsoia）與附近的七個村落主動來求和；《熱蘭遮城日誌》1636年12月20日記載搭加里揚社東邊山區有七村落主動向荷蘭人談和，其中有一村落記載為，簡炯仁認為此即為清代文獻的大澤機社；1637荷軍由放索登陸，造訪放索社、茄藤社（荷蘭語：Catcha）、力力社（荷蘭語：Netnee）、下淡水社、上淡水社、搭加里揚社及塔樓社；1646年出現了大澤機社（荷蘭語：Tedackjan）、搭加里揚社在記錄中消失、出現了阿猴社（荷蘭語：Akauw），學者呂自揚認為阿猴社是原搭加里揚社改名。
推定1680年前後成書的明末清初航海人針路手冊《指南正法》描寫福建沿海往呂宋的東洋針路，途中經過台灣西南沿海航標，記載淡水、放索。
清領台設府次年1685年啟纂的《台灣府志》蔣志、《康熙福建通志》記載鳳山縣轄社十二，扣除外島與山區的四社不計，其餘的就是屏東平原的八社：下淡水社、力力社、茄藤社、放索社、上淡水社、阿猴社、搭樓社、大澤機社，又記載各坊里社鎮名號皆明鄭時所遺。郁永河在1697年前往台灣採硫的記錄《裨海紀遊》〈卷上〉記載「鳳山縣……自臺灣縣分界而南，至沙馬磯大海，袤四百九十五里；自海岸而東，至山下打狗仔港，廣五十里。攝土番十一社，曰：上淡水、下淡水、力力、茄藤、放索、大澤磯、啞猴、答樓，以上平地八社，輸賦應徭」。1718年啟纂的《鳳山縣志》，仍延續相同的記載。1762年（乾隆二十七年）啟纂的《重修鳳山縣志》，列出鳳山縣轄下暴增到一百二十三社，其中多出的社都是在山區，如卑南覓分出65社、琅𤩝18社、山豬毛5社、傀儡山番27社等，而平地的平埔熟番仍為同樣八社不變。故到乾隆年間之前的一百多年來，屏東平原上有固定的八社平埔族群，所在地也沒有太大變動。
將此八社分於一類源於巡臺御史黃叔璥始於1722年的《臺海使槎錄》，將台灣平埔族分為「北路諸羅番十種」及「南路鳳山番三種」，其中〈番俗六考·卷七〉「南路鳳山番一」列名上澹水（一名大木連）、下澹水（一名麻里麻崙）、阿猴、搭樓、茄藤（一名奢連）、放䌇（一名阿加）、武洛（一名大澤機，一名尖山仔）、力力，文獻上稱為「鳳山八社」。在此之前的清代文獻都將鳳山八社中的武洛社記載為「大澤機（磯）」；之後漸漸改用「武洛」一詞。〈番俗六考〉又記載，茄藤、放䌇、力力三社有穿耳以木貫之的習俗，與他社不同。1992年，中央研究院語言學者李壬癸則提出七族十四支的新分類法，將鳳山八社歸為馬卡道族，屬西拉雅族之亞族。
屏東平原的住民長期以來原以自給自足式經濟，狩獵採集及游耕為主要的生產方式，農耕以每歲一年一易之粗耕，主要種植亢稻、黍、荳及番薯，只供當年自用，並不買賣交易。荷治時，《熱蘭遮城日誌》1634年有戎克船從下淡水進口鹽、稻子、蘿藤、鹿皮等物資到大員的記載；1640年代前後，荷蘭人將水田稻作技術強行引入，強命族人從事米作，至荷治末期，鳳山八社已逐漸捨棄傳統的狩獵和游耕，轉向水田稻作的生產型態。十八世紀早期，有鳳山八社更為窮苦，男、女社眾須終年從事捕鹿、耕種供賦的記載。至晚至清康熙末期，鳳山八社已在屏東平原上發展出雙冬稻作，如《台海使槎錄·卷三·物產》記載：「鳳山澹水等社近水陂田，可種早稻……鳳山八社水田，收雙冬早稻」。在十八世紀中期的《重修鳳山縣志》，記載鳳山八社即已完全從事定居農耕之生產型態，不以狩獵為生，與漢人鄉井無異。